# Wszyscy twoi święci
Wszyscy twoi święci (tytuł oryginalny A Guide to Recognizing Your Saints) – amerykański film fabularny (dramat) z 2006 w reżyserii Dito Montiela. W głównych rolach występują Robert Downey Jr., Shia LaBeouf i Rosario Dawson.

## Opis fabuły
Film powstał na podstawie wspomnieniowej powieści autobiograficznej A Guide to Recognizing Your Saints Dito Montiela w której przedstawia dorastanie w Nowym Jorku w latach 80. XX wieku. Fabuła filmu opowiada o losach pisarza powracającego w rodzinne strony.

## Główne role
- Dianne Wiest - Flori
- Robert Downey Jr. - Dito
- Shia LaBeouf - Młody Dito
- Chazz Palminteri - Monty
- Rosario Dawson - Laurie
- Melonie Diaz - Młoda Laurie
- Julia Liliana - Diane
- Eleonore Hendricks - Jenny
- Adam Scarimbolo - Guiseppe
- Eric Roberts - Antonio
- Channing Tatum - Młody Antonio